# Dialetto lamonese
Il dialetto lamonese (lamonàt) è un dialetto della lingua veneta (gruppo veneto settentrionale) parlato nel comune di Lamon, nel Feltrino (provincia di Belluno).
Si tratta di una parlata molto conservativa che, rispetto agli altri dialetti feltrini, ha mantenuto numerosi tratti arcaici.

## Dialettologia
Il primo linguista ad accennare al dialetto lamonese è Graziadio Isaia Ascoli che ne aveva avuto notizia dal suo corrispondente Francesco Pellegrini. Lo studioso ricorda come gli abitanti del comune si distinguevano dai vicini per «certi o larghi e nasali» e per l'uso dell'«oe lombardo».
Il primo studio di un certo rilievo è la tesi di laurea discussa da don Rocco Antoniol all'università di Padova nell'anno accademico 1945-46. Successivamente, compaiono le prime composizioni poetiche in dialetto di Luigi Gaio "Botaret", Liberale Paganini e Bortolo Mastel; quest'ultimo le inserì nel libro Lamon vivo ieri e oggi (1962), accompagnandole da una traduzione dell'Odissea in lamonese scritta da Filippo Poletti a fine Ottocento - ne resta solo una parte dell'XI Libro. Sempre di Mastel sono le raccolte Al vecio parlar de to mare (1979) e Scolta l nos Lamon (1982).
Al dialetto di Lamon si sono poi dedicati Giovanni Mafera negli anni 1970, Loredana Corrà negli anni 1980 e nel 2001 con la pubblicazione Il dialetto di Lamon. Cultura nelle parole e Walter Strauß con i suoi contributi al progetto Atlante linguistico del ladino dolomitico e dei dialetti limitrofi (2006).

## Caratteristiche peculiari

### Fonetica
Tipiche della fonetica lamonese (e non ravvisabili in nessun altro dialetto veneto) sono [ö] e [ü]: tröd "sentiero", möverse "muoversi", scür "scuro". L'utilizzo di [ö] sembra essere più vitale rispetto a [ü], inoltre le generazioni più giovani tendono a sostituire questi suoni con [o] e [u].
La caduta delle vocali finali, tipica dei dialetti veneti settentrionali, mantiene la consonante sonora, mentre nel feltrino viene ridotta a sorda; ad esempio, "caldo" è cald in lamonese, ma calt nelle altre varietà feltrine. Un fenomeno simile si verifica per la m finale, che negli altri dialetti viene ridotta a n: "uomo" suona om in lamonese, ma on in feltrino.
Il fono [d] intervocalico cade sistematicamente, mentre negli altri dialetti feltrini si tende a conservarla: "Natale" è Naàl e non Nadàl. Cade anche [v] intervocalico, senza tuttavia trasformarsi in [u] come nel feltrino antico: neo ("neve"), ao ("ape"), trao ("trave"), noo ("nuovo").
Differentemente non solo dal feltrino, ma da tutti i dialetti veneti, il nesso latino CL viene reso con lg e non con ci: rélgia e non récia ("orecchio"), piólgio e non pedòcio ("pidocchio"), sélgia e non sécia ("secchio"). Invero, questo fenomeno è attestato nell'antico feltrino rustico.
Rispetto al feltrino, sono molto più frequenti i fenomeni di metatesi (fardèl invece di fradèl "fratello"; dromìr invece di dormìr "dormire") e di betacismo (bessìga invece di vessìga "vescica"; bolp invece di volp "volpe").

### Morfologia

#### Pronomi, generi e numero
Come in alcune parlate padovane, è in uso il pronome proclitico a per accompagnare la prima persona sia singolare che plurale: mi a è ("io sono"), noe a on ("noi abbiamo"), mi a cant ("io canto"). Sempre nell'ambito dei pronomi, accanto alle forme rafforzate noaltri e voaltri comunemente usate nel feltrino, si utilizzano anche nóe e vóe (come, peraltro, nella vicina Castello Tesino).
Interessante il caso de le cavele "i capelli", caso di plurale femminile attestato anche nel feltrino antico. Nel feltrino moderno con questo termine si indicano le barbe delle pannocchie. Unico caso di neutro latino passato al femminile è la sangh "il sangue" (nel feltrino antico casi del genere erano ben più numerosi).
Molto rilevanti i plurali metafonetici: nomi e aggettivi terminanti in -ét al plurale finiscono in -ìt (porét/porìt "poveretto/poveretti"), mentre quelli terminanti in -él al plurale finiscono in -iéi (cortèl/cortiéi "coltello/coltelli"); inoltre l maròt/i maröt ("il covone/i covoni") e l fasól/i fasöi ("il fagiolo/i fagioli"). Sempre riguardo ai plurali, i nomi terminanti in -ón al plurale finiscono in -óe e non in -ói come negli altri feltrini: portón/portóe e non portói ("portone/portoni").

#### Verbi
Per quanto concerne le coniugazioni verbali, è ancora vivo l'uso di mi è per dire "io ho" (mentre negli altri feltrini è stato soppiantato da mi ò). La prima persona singolare dell'indicativo presente tende a perdere la vocale finale: mi cant, mi pèrd, mi fagh anziché mi cante, mi perde, mi fae ("io canto", "io perdo", "io faccio").
I condizionali terminano in -òe: mi cantaròe, mi perdaròe, mi faròe ("io canterei", "io perderei", "io farei"). Nel resto del Feltrino è attestata sia la forma più arcaica mi cantarèe, sia quella influenzata dalla koinè veneta mi cantarìa.
I participi si concludono con -ù(o), -ùa: podù, vegnù, vegnùa ("potuto", "venuto", "venuta"). Nei dialetti vicini si preferisce la forma in -ést e -ìst (podést, vegnìst), pare su influenza del dialetto veneziano dove, attualmente, si preferiscono le forme in -ù(d)o, -ù(d)a come nel lamonese.
Molto peculiare l'uso del doppio ausiliare, assente nelle altre varietà feltrine, ma variamente attestato in alcune parlate rustiche padovane, vicentine e veronesi, nonché nelle zone di lingua ladina e ladino-venete dell'alto Agordino:mi è bu sentù ("ho sentito"), ghe n'è bu fat ("è stato fatto").

### Lessico
Anche il lessico si caratterizza per la presenza di numerosi elementi arcaici.
È ancora utilizzato l'avverbio aì "sì", come d'altro canto nel limitrofo Tesino e in diversi altre parlate alpine dalla Lombardia al Friuli-Venezia Giulia. Si citano poi aguèr "arconcello" (feltrino bigòl), anthòla/vanthòla "slitta per il trasporto del fieno" (vicino all'agordino linthòla/rinthòla), apa "mucchio di fieno", brisa "morbillo" (nei dialetti circostanti ha il solo significato di "fungo porcino, boleto"), cambera "camera" (è attestato nei testi in feltrino antico di Vittore Villabruna), cartùfola "patata" (derivato dal tedesco e in uso anche in Tesino e nel resto del Feltrino col significato di "topinambur"), la domàn "mattina" (secondo Angelico Prati un tempo usata anche nel trevigiano e nel valsuganotto), ègua "acqua" (termine arcaico in feltrino e tesino), Gnàt "Austriaci", lagàr "lasciare", mathipàr "rovinare, sciupare" (termine in uso anche nei dialetti di Arsiè, Fonzaso, Primiero e Tesino), Redòsega "Befana" (voce diffusa con varianti anche in altri dialetti veneti), sor "sorella" (attestata anche nel feltrino antico), thièsela "falcetto" (usato anche in valsuganotto e nel dialetto di Fonzaso).

### Varianti
All'interno del territorio lamonese è possibile notare l'esistenza di diverse varianti, con differenze non solo fra le tre frazioni che costituiscono il comune (San Donato, Arina e Lamon stessa), ma persino tra le borgate minori.
Gli abitanti di San Donato hanno un'intonazione molto particolare, che trasforma la [a] tonica (à) in una sorta di rapido passaggio da [ɛ] ad [a].
Ad Arina si osserva invece la pronuncia di [e] al posto di [ɛ]; così cuèrt, porthèl e tosèla ("tetto", "maiale" e "latte cagliato") diventano cuért, porthél e toséla.
Vi sono poi anche differenze lessicali: per indicare il "focolare" si utilizza fogolàr ad Arina, mentre a Lamon e a San Donato prevale larìn; i "rampini per gli scarponi" sono detti fèr a Lamon e cialt a San Donato; il "norcino" è il porthelèr a Lamon e mathìn a San Donato; la "carriola" diventa barèla a Lamon e cariöla a San Donato; il "filatoio" è noto a Lamon come corlét e ad Arina come mulinèla.
Per quanto riguarda le differenze tra contrade, si cita il caso degli abitati vicini al ponte Oltra (Col Vigne, Oltra, Furianoi, Maschi), dove si dice strada e non rua ("strada"), butar anziché trar ("gettare"), aqua invece di ègua ("acqua"), matina e non domàn ("mattina").